# This Godless Endeavor
This Godless Endeavor – szósty album amerykańskiego metalowego zespołu Nevermore, wydany 26 lipca 2005 roku przez Century Media Records. Producentem płyty jest Andy Sneap.

## Lista utworów
1. Born (Dane, Loomis) – 5:05
2. Final Product (Dane, Loomis) – 4:21
3. My Acid Words (Dane, Loomis) – 5:41
4. Bittersweet Feast (Dane, Smyth) – 5:01
5. Sentient 6 (Dane, Loomis) – 6:58
6. Medicated Nation (Dane, Loomis, Sheppard) – 4:01
7. The Holocaust of Thought (Sheppard) – 1:27
8. Sell My Heart for Stones (Dane, Smyth) – 5:18
9. The Psalm of Lydia (Dane, Loomis) – 4:16
10. A Future Uncertain (Dane, Smyth) – 6:07
11. This Godless Endeavor (Dane, Loomis) – 8:55

## Pozycje na listach
| Lista                  | Kraj              | Pozycja |
| ---------------------- | ----------------- | ------- |
| Heatseekers            | Stany Zjednoczone | 11      |
| Top Independent Albums | Stany Zjednoczone | 23      |